# Autoroute 85 (Québec)
Die Autoroute 85  ist eine autobahnähnliche Straße (Freeway) in der ostkanadischen Provinz Québec, die zum Trans-Canada Highway-System gehört. Sie beginnt als Abzweig der Autoroute 20 bei Rivière-du-Loup, das westliche Teilstück endet nach zwölf Kilometern bei Saint-Antonin. Das östliche Teilstück befindet sich zwischen Saint-Louis-du-Ha! Ha! und der Grenze zu New Brunswick.

## Streckenbeschreibung
Die Autoroute 85 zweigt bei Rivière-du-Loup von der Autoroute 20 in östlicher Richtung ab. Nach sieben Kilometern beginnt an einer Ausfahrt die Route 191. Diese führt zuerst in das Zentrum von Rivière-du-Loup und dann weiter nach Cacouna. Die Autoroute führt nach Südosten und endet nach weiteren fünf Kilometern bei Saint-Antonin. Die Strecke folgt weiter als Route 185 nach Saint-Louis-du-Ha! Ha!. Dort beginnt das östliche Teilstück, das südlich des Lac Témiscouatas entlang führt. Die Route führt vorbei an Dégelis entlang dem Madawaska River. Beim Edmundston Airport erreicht sie die Grenze zu New Brunswick und verläuft von dort an als Route 2 weiter nach Edmundston.

## Ausbauprojekte
Die Autoroute 85 soll mittelfristig die Route 185 ersetzen, die noch zwischen Saint-Antonin und Saint-Louis-du-Ha! Ha! besteht. Bis 2025 sollen die Umbaumaßnahmen abgeschlossen sein. Somit wird eine durchgängige Autobahn von Arnprior bei Ottawa, dem Ontario Highway 417 bis nach New Glasgow am Nova Scotia Highway 104 geschaffen.